# Liste der Bodendenkmäler in Neudrossenfeld
Auf dieser Seite sind die Bodendenkmäler in der oberfränkischen Gemeinde Neudrossenfeld zusammengestellt. Diese Tabelle ist eine Teilliste der Liste der Bodendenkmäler in Bayern. Grundlage ist die Bayerische Denkmalliste, die auf Basis des Bayerischen Denkmalschutzgesetzes vom 1. Oktober 1973 erstmals erstellt wurde und seither durch das Bayerische Landesamt für Denkmalpflege geführt wird. Die folgenden Angaben ersetzen nicht die rechtsverbindliche Auskunft der Denkmalschutzbehörde.

## Bodendenkmäler der Gemeinde Neudrossenfeld

### Bodendenkmäler in der Gemarkung Langenstadt
| Lage                   | Objekt | Akten-Nr.     | Bild |
| ---------------------- | --- | ------------- | ---- |
| Langenstadt (Standort) | Freilandstation des Paläolithikums und des Mesolithikums. | D-4-5934-0013 |      |
| Langenstadt (Standort) | Untertägige Teile der frühneuzeitlichen Kirche Unsere Liebe Frau in Langenstadt, Fundamente mittelalterlicher Vorgängerbauten sowie Körpergräber des Mittelalters und der Neuzeit. | D-4-5934-0097 |      |

### Bodendenkmäler in der Gemarkung Leuchau
| Lage               | Objekt                                                               | Akten-Nr.     | Bild |
| ------------------ | -------------------------------------------------------------------- | ------------- | ---- |
| Leuchau (Standort) | Freilandstation des Mesolithikums.                                   | D-4-5934-0012 |      |
| Leuchau (Standort) | Freilandstation des Mesolithikums und Siedlung des Spätneolithikums. | D-4-5934-0014 |      |

### Bodendenkmäler in der Gemarkung Limmersdorfer Forst
| Lage                           | Objekt                                                           | Akten-Nr.     | Bild |
| ------------------------------ | ---------------------------------------------------------------- | ------------- | ---- |
| Limmersdorfer Forst (Standort) | Pingenfeld des späten Mittelalters.                              | D-4-5934-0063 |      |
| Limmersdorfer Forst (Standort) | Bestattungsplatz mit Grabhügeln vorgeschichtlicher Zeitstellung. | D-4-5934-0151 |      |

### Bodendenkmäler in der Gemarkung Neudrossenfeld
| Lage                      | Objekt | Akten-Nr.     | Bild |
| ------------------------- | --- | ------------- | ---- |
| Neudrossenfeld (Standort) | Untertägige Teile des frühneuzeitlichen Schlosses in Neudrossenfeld und Fundamente einer mittelalterlichen Vorgängeranlage.                                   | D-4-5935-0019 |      |
| Neudrossenfeld (Standort) | Siedlung der frühen Latènezeit. | D-4-5935-0028 |      |
| Neudrossenfeld (Standort) | Untertägige Teile der evang. Pfarrkirche in Neudrossenfeld, Fundamente mittelalterlicher Vorgängerbauten sowie Körpergräber des Mittelalters und der Neuzeit. | D-4-5935-0056 |      |